# Campeonato Carioca 1916
In 1916 werd het elfde Campeonato Carioca gespeeld voor voetbalclubs uit de Braziliaanse stad Rio de Janeiro, die toen de hoofdstad was. De competitie werd gespeeld van 3 mei tot 17 december. America werd kampioen. 

## Eindstand
| Plaats | Club             | Wed. | W | G | V | Saldo | Ptn. |
| ------ | ---------------- | ---- | - | - | - | ----- | ---- |
| 1.     | America          | 12   | 9 | 0 | 3 | 19:13 | 18   |
| 2.     | Botafogo         | 12   | 5 | 3 | 4 | 30:28 | 13   |
| 3.     | Bangu            | 12   | 6 | 1 | 5 | 22:20 | 13   |
| 4.     | Flamengo         | 12   | 4 | 3 | 5 | 23:22 | 11   |
| 4.     | Fluminense       | 12   | 4 | 3 | 5 | 24:25 | 11   |
| 6.     | Andarahy         | 12   | 4 | 2 | 6 | 16:19 | 10   |
| 7.     | São Cristóvão AC | 12   | 3 | 2 | 7 | 23:30 | 8    |

|  | Kampioen               |
|  | Play-off tweede plaats |
|  | Degradatie play-off    |

### Play-off tweede plaats
|                  |              |       |         |                                                                          |
| 17 december 1916 | Botafogo     | 2 – 1 | Bangu   | Estádio da Rua Paysandu, Rio de Janeiro Scheidsrechter: Romeu D’Ambrósio |
| 17 december 1916 | Osny Vadinho |       | Antenor | Estádio da Rua Paysandu, Rio de Janeiro Scheidsrechter: Romeu D’Ambrósio |

### Degradatie Play-off
|                 |                                           |       |                    |                                                                             |
| 14 januari 1917 | São Christóvão                            | 5 – 3 | Carioca            | Estádio Rua Campos Salles, Rio de Janeiro Scheidsrechter: Ávila B. de Mello |
| 14 januari 1917 | Rollo Apollo , Sylvio Rubens Portocarrero |       | Agenor Pedro Dutra | Estádio Rua Campos Salles, Rio de Janeiro Scheidsrechter: Ávila B. de Mello |

### Kampioen
| Campeonato Carioca de 1916  |
| Rio de Janeiro              |
| --------------------------- |
| AMERICA Kampioen (2° titel) |